# Kłęby (powiat pyrzycki)
Kłęby (niem. Klemmen) – wieś w Polsce położona w województwie zachodniopomorskim, w powiecie pyrzyckim, w gminie Warnice.
Według danych z 1 stycznia 2011 roku wieś liczyła 138 mieszkańców. 
W latach 1975–1998 miejscowość należała administracyjnie do województwa szczecińskiego.

## Historia
Wzmianki o wsi Clembe pojawiają się w źródłach historycznych od 1235 r. W XV w. lenno rodziny Boke(Boeke) tj. wieś Kłęby podzielona była na wieś chłopską i dobro rycerskie. W roku 1628 znajdowało się tu 40 gospodarstw chłopskich, karczma, kuźnia, owczarnia i piekarnia. Do roku 1517 była ona własnością m.in. rodzin Billerbeck, Hindenburg. Od 1517 r. do początków XX wieku wieś była w posiadaniu rodziny Schöning, później majątek dzierżawiła cukrownia w Kluczewie koło Stargardu. W tym czasie we wsi było 8 pełno rolnych gospodarstw (w tym gospodarstwo kościelne) i kilka mniejszych. We wsi znajdował się kościół, który spłonął w 1821 r., później wybudowano nową, bezstylową świątynię.
Jednostki II Armii Pancernej wkroczyły do Kłębów w dniu 9 lutego 1945 roku. Wieś i należące do niej grunty rolne zostały podzielone pomiędzy osadników, przybyłych głównie z centralnej Polski. 
We wsi kościół z XV wieku, zbudowany z kamienia, bielony, posiada kilka neogotyckich sterczyn w zachodnim szczycie.